# Cryphia ravulatra
Cryphia ravulatra là một loài bướm đêm trong họ Noctuidae.